# جوليا سلافين
جوليا سلافين (بالإنجليزية: Julia Slavin)‏ (1959)؛ روائية أمريكية.